# Ваа
Ваа (фр. Waha, валлон. Wahå) — деревня в Бельгии, входит в состав коммуны Марш-ан-Фамен провинции Люксембург во франкоязычном регионе Валлония.

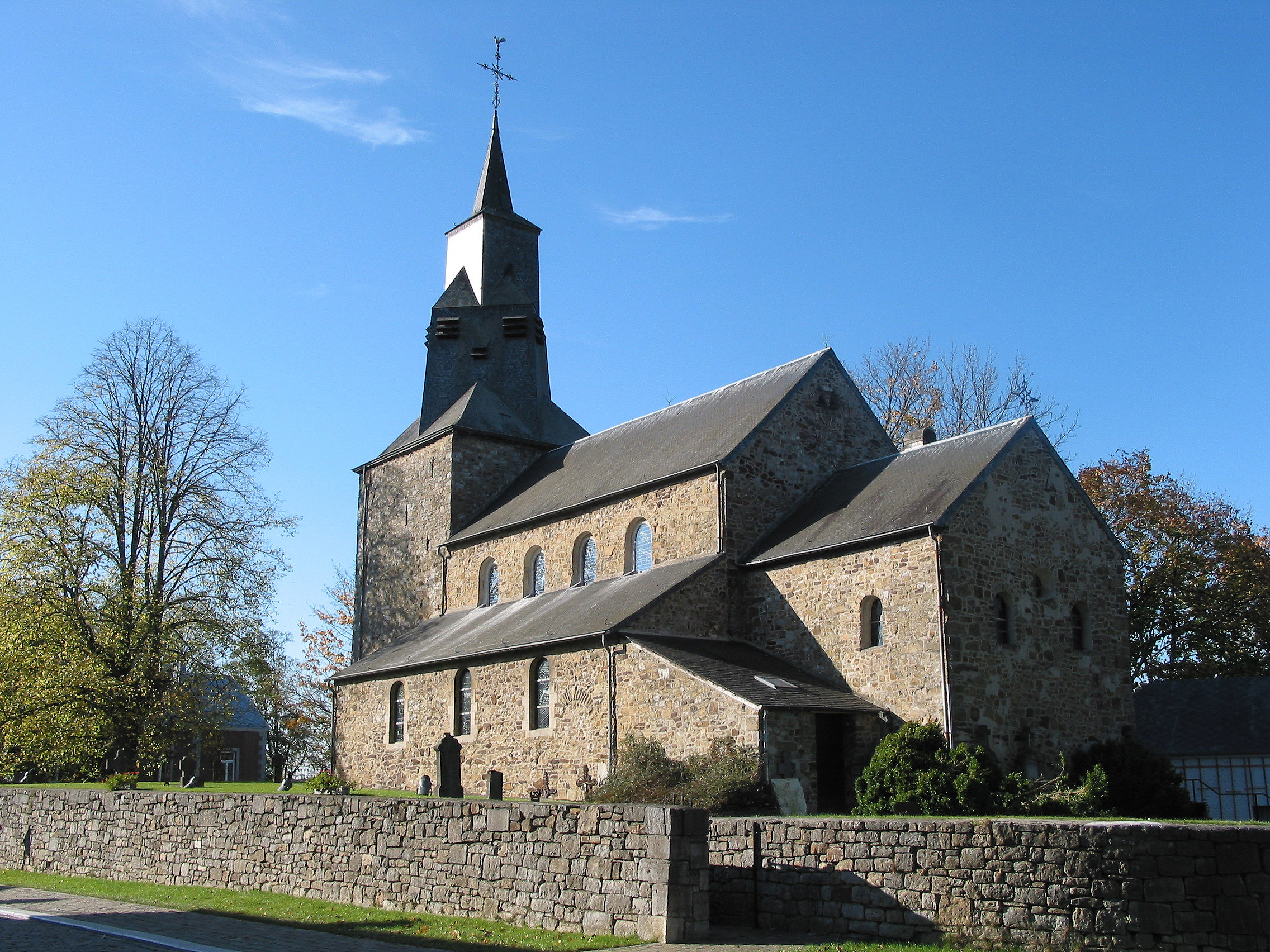
Церковь святого Стефана (Этьена)

Населённый пункт известен своей католической церковью святого Стефана Первомученика, построенной в 1050 году.